# Лапшин, Владимир Германович
Владимир Германович Лапшин (28 сентября 1954, Котельнич, Кировская область — 29 июля 2015, Константиновка, Донецкая область) — фотохудожник, член Национального союза фотохудожников Украины, EFIAP (выдающийся художник международной ассоциации фотоискусства FIAP), член Фотографического общества Америки (PSA***EID).

## Биография
Родился в городе Котельнич Кировской области.
Семья переехала в Горловку, где в 1968 году мама сыну подарила фотоаппарат «Смена», с чего началось увлечение фотографией. Первая фотография, которая была напечатана в газете была сделана в восьмом классе. С рождения у Владимира не было правой руки, поэтому для съёмки приходилось пользоваться только одной левой рукой.
В 1976 году окончил Ярославский педагогический институт по специальности учитель математики на английском языке, после чего был преподавателем математики в торговом техникуме города Горловки с 1976 по 1981 год.
В Горловке с 1981 по 1992 год Владимир Германович руководил детской фотостудией «Объектив» Горловского дворца пионеров. Работы воспитанников были лучшими на многих выставках и конкурсах, в 1988 году фотостудия стала лауреатом II Всесоюзного фестиваля народного творчества. За работу с детьми в фотостудии в 1991 году Владимиру Лапшину присвоили звание «Отличник народного образования Украины». Участвовал в Горловском фотоклубе «Горизонт». В 1991 году окончил факультет фотожурналистики при фотоцентре Союза журналистов СССР. В 2004 году вступил в национальный союз фотохудожников Украины.
В 2010 году основал горловский фотоклуб «Серебряный дождь».
С 2010 года — член Американского Фотографического Общества PSA***EID,*CPID.
19 июля 2010 года получил звание AFIAP (художник международной федерации фотографического искусства). 4 июня 2012 года получил звание EFIAP (выдающийся художник международной федерации фотографического искусства), став первым и единственным обладателем этого звания среди фотографов Донбасса. Работы Лапшина находятся в пяти музеях Украины.
Умер 29 июля 2015 года в Константиновке.

## Выставки
Провёл 29 персональных выставок фотографии в 9 городах Украины (Горловка, Краматорск, Святогорск, Донецк, Кривой Рог, Крым и др.), России (Москва и др.) и Франции. Участвовал более, чем в 100 международных фотовыставках в Малайзии, Гонконге, Норвегии, Сербии, Испании, Германии, Австрии, Англии, Шотландии, Франции, Швеции, Аргентине, Греции, Хорватии, Иране, Люксембурге, Катаре и США, а также становился их призёром.

### Список выставок
- 2006 — «Украина соборная» (10 персональная выставка, Горловский художественный музей)[15]
- 2008 — Отчётная фотовыставка Донецкой областной организации Национального союза фотохудожников Украины[16]
- 2008 — «40 лет в золотом сечении Донбасса» (совместно с художником Валерием Цыкозой, Горловский художественный музей)[17][18]
- 2009 — «Украина моя, Украина!» (Киев)[19]
- 2009 — «Подземное солнце Донбасса» (персональная выставка, Кривой Рог)[20][21]
- 2009 — фотовыставка в Ривезальте (Франция)[22]
- 2010 — «Мелодии терриконов» (24 персональная выставка, Горловка)[23][24]
- 2010 — VIZAoff (Франция)[25]
- 2010 — «Чарівна Україна» (Тегеран)[26]
- 2011 — «Соль земли Донецкой» (25 персональная выставка, Ровно, частная фотогалерея Александра Купчинского)[27][28][29]

## Награды
- 1988 — лауреат II Всесоюзного фестиваля народного творчества СССР
- 1991 — отличник народного образования УССР
- 2004 — победитель и призёр ІХ Всеукраинского фотоконкурса художественной и документальной фотографии «Україно моя, Україно!»[7]
- 2005 — дипломант Х Всеукраинского фотоконкурса художественной и документальной фотографии «Україно моя, Україно!»
- 2006 — серебряный медалист 7 международного конкурса цифровой фотографии в Германии
- 2007 — серебряный призёр фотоконкурса Министерства Угольной промышленности Украины
- 2007 — дипломант международного фотоконкурса в Австрии — Лиенц
- медаль им. П. Н. Горлова III степени
- 2010 — «Золотая саламандра» за победу в национальном фотоконкурсе «Природа-2010»[7]
- 2010 — звание AFIAP
- 2011 — почётная грамота Министерства культуры и туризма Украины и Центрального комитета профсоюзов работников культуры Украины[27]
- 2012 — PSA***EID,*CPID
- 2012 — звание EFIAP
- победитель и призёр 36 международных фотоконкурсов[6]
- 7 почётных лент международной ассоциации фотоискусства FIAP